# Rudolf của Áo
Rudolf của Áo (Rudolf Franz Karl Josef; 21 tháng 8 năm 1858 – 30 tháng 1 năm 1889) là người con thứ ba và là con trai duy nhất của Hoàng đế Franz Joseph I của Áo và Elisabeth của Bayern. Ông là người thừa kế ngai vàng của Đế quốc Áo-Hung ngay từ khi sinh ra. Năm 1889, ông qua đời trong một thỏa thuận tự sát (suicide pact) với nhân tình của mình là Nữ nam tước Mary Vetsera tại nhà nghỉ săn bắn Mayerling. Vụ bê bối sau đó đã trở thành một chủ đề quốc tế được bàn luận sôi nổi với tên gọi Sự cố Mayerling.
Cái chết của thái tử đã tạo ra một cuộc khủng hoảng kế vị trong Hoàng gia Habsburg, người em trai kế của Hoàng đế Franz Joseph I là Hoàng đế Maximiliano I của México đã bị quân cách mạng Mexico xử tử vào năm 1867, người này cũng không có con cái. Người em tiếp theo là Đại công tước Karl Ludwig của Áo đã từ chối quyền kế vị ngài vàng Áo-Hung, vì thế quyền thừa kế thuộc về người con trưởng của ông là Franz Ferdinand của Áo, nhưng Franz Ferdinand lại quyết quý tiện kết hôn với một người không môn đăng đối hộ, điều này dẫn đến các hậu duệ sẽ không được quyền thừa kế ngai vàng, về lâu dài sẽ tạo ra một cuộc khủng hoảng kế vị mới. Bản thân hoàng đế không hề thích người cháu này của mình. Đây chính là lý do, sau vụ ám sát Franz Ferdinand và Sophie năm 1914, con gái của Hoàng đế Franz Joseph là Marie Valerie, lưu ý rằng cha cô đã bày tỏ sự tin tưởng lớn hơn vào người thừa kế mới, cháu trai của ông là Đại công tước Karl. Hoàng đế thừa nhận với con gái mình về vụ ám sát: "Đối với ta, đó là sự giải thoát khỏi nỗi lo lắng lớn lao".

## Cuộc sống đầu đời

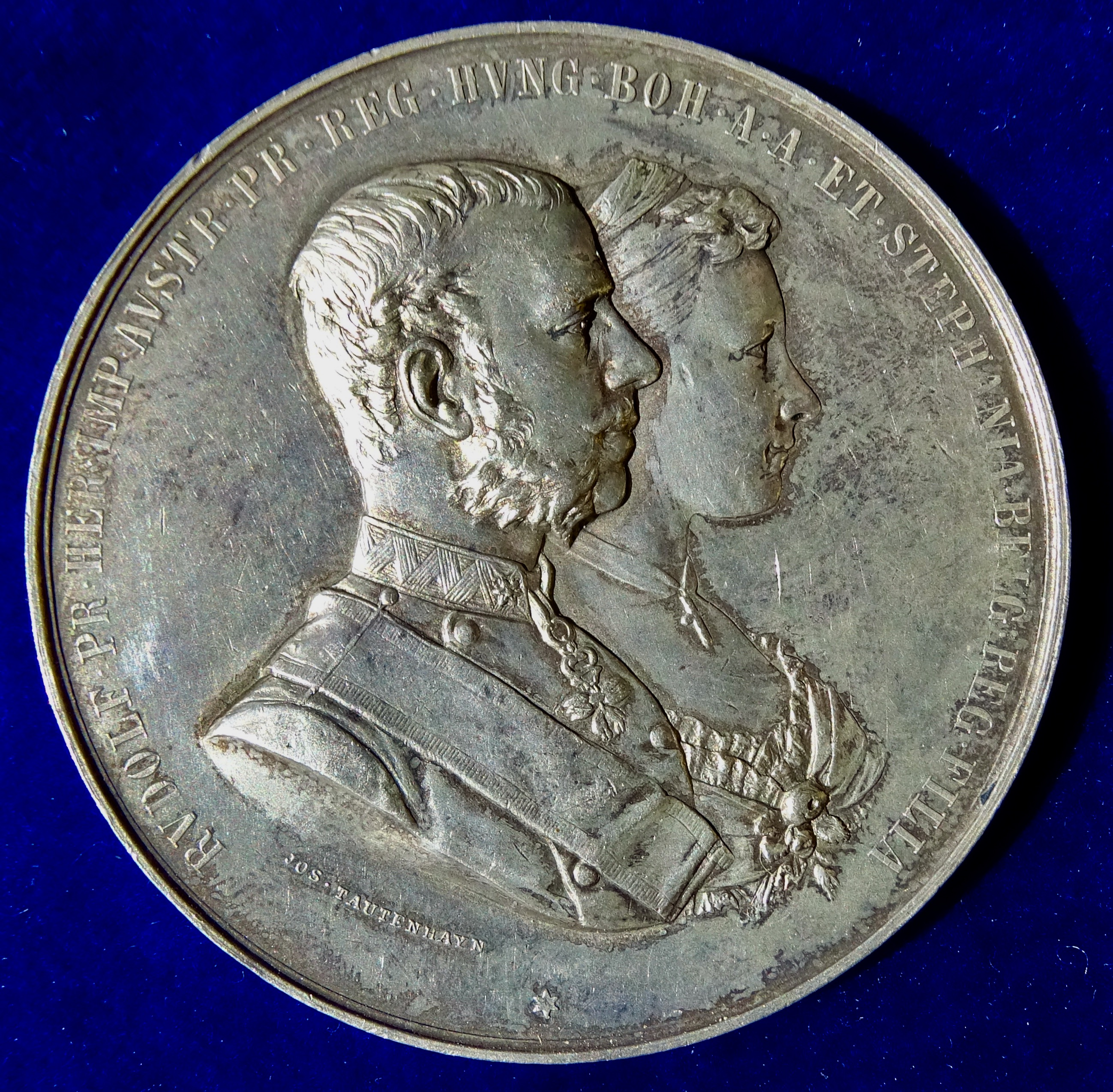
Medal lễ thành hôn năm 1881, được thực hiện bởi Tautenhayn, mặt trước

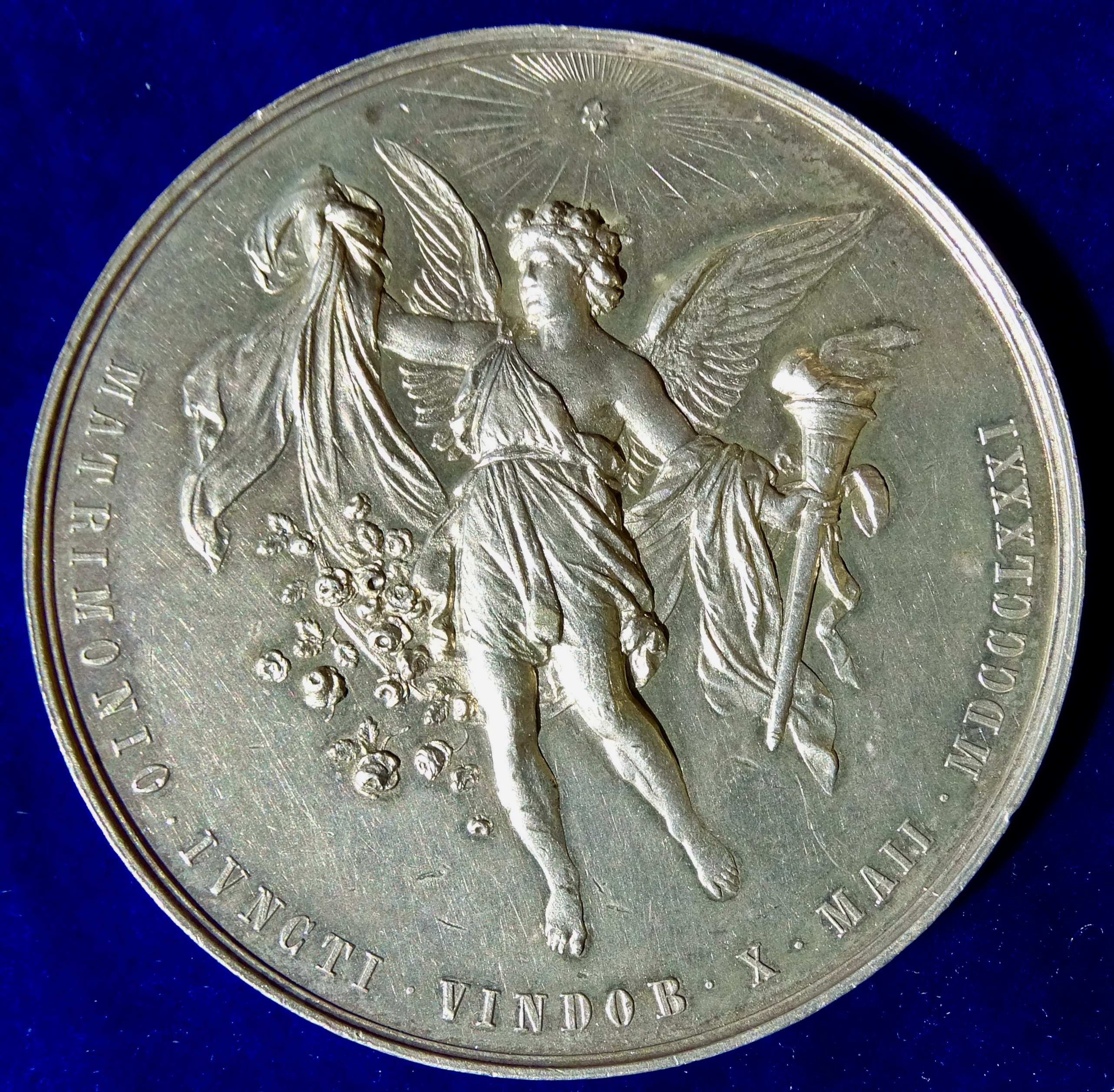
Mặt sau của Medal cho là hình tương của Hymen, vị thần của hôn nhân

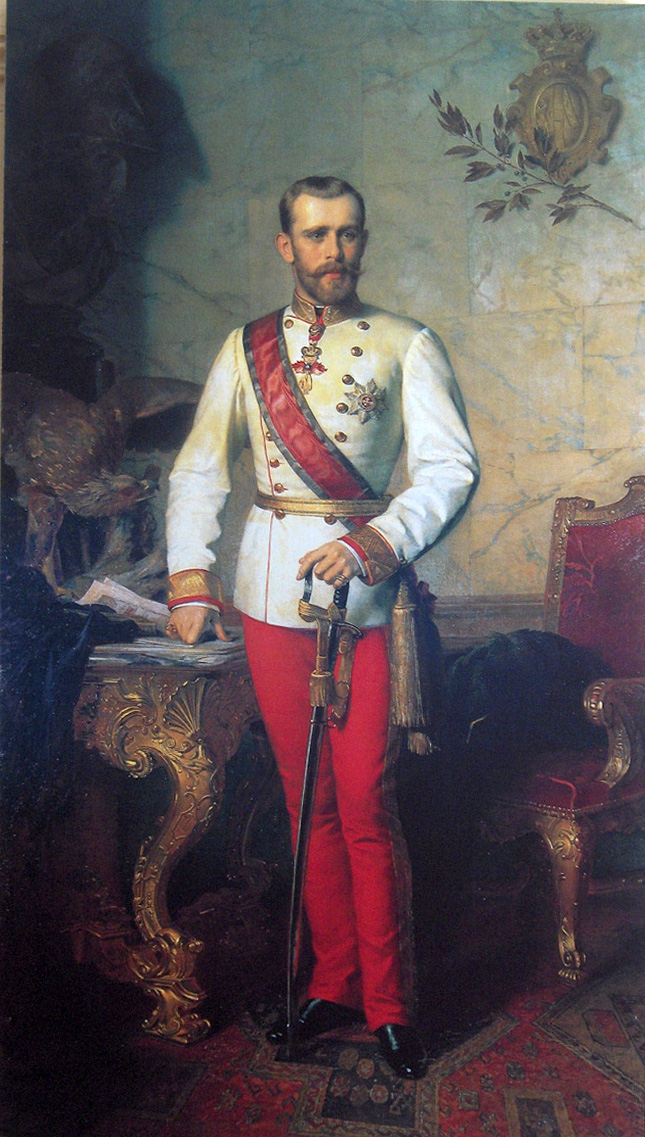
Chân dung của Eugen Felix

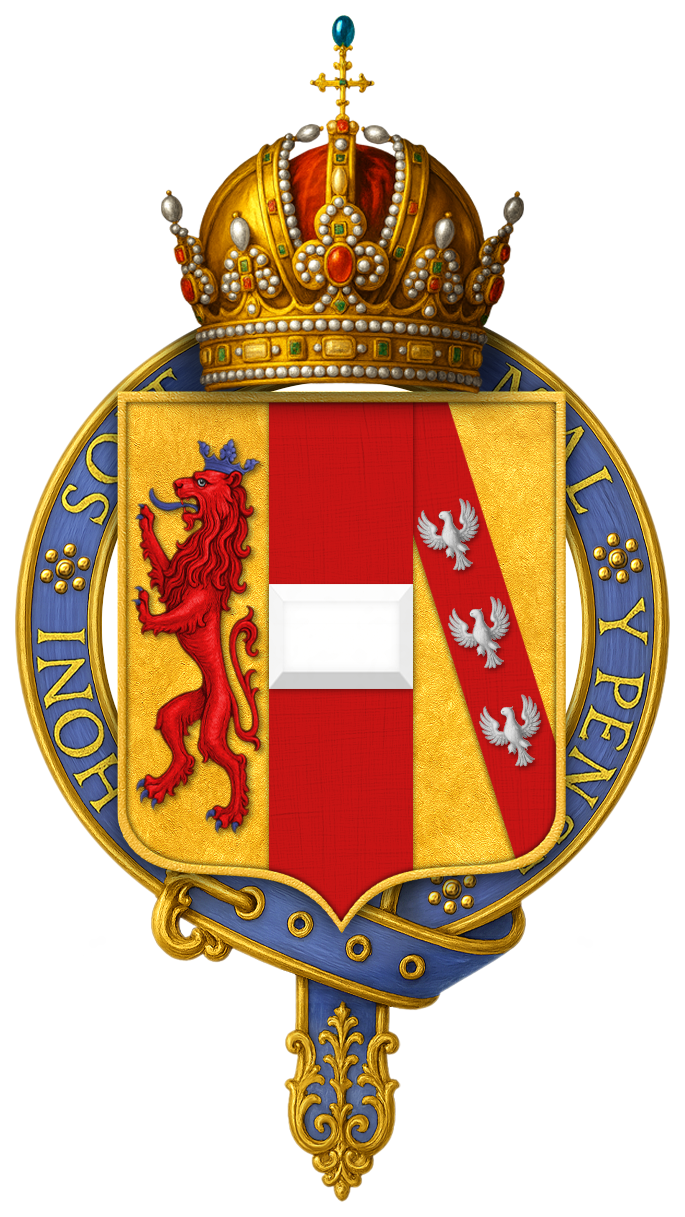
Huy hiệu Huân chương Garter của Rudolf, Thái tử của Áo

Rudolf sinh ra tại Schloss Laxenburg, một lâu đài gần Vienna, là con trai của Franz Joseph I của Áo và Elisabeth của Bayern. Ông được đặt tên theo vị vua Đức đầu tiên xuất phát từ Hoàng tộc Habsburg, Rudolf I, người trị vì từ năm 1273 đến năm 1291. Rudolf được nuôi dưỡng cùng với chị gái Gisela và hai người rất thân thiết. Năm 6 tuổi, Rudolf bị tách khỏi chị gái khi ông bắt đầu đi học để trở thành Hoàng đế tương lai của Áo. Điều này không làm thay đổi mối quan hệ của họ và Gisela vẫn thân thiết với em trai cho đến khi bà rời Viên để kết hôn với Vương tử Leopold của Bayern. Nền giáo dục ban đầu của Rudolf dưới thời Leopold Gondrecourt rất khắc nghiệt về thể chất và tinh thần, và có thể đó là một yếu tố góp phần vào vụ tự tử sau này của ông.
Chịu ảnh hưởng từ người thầy Ferdinand von Hochstetter (người sau này trở thành giám đốc đầu tiên của Bảo tàng Lịch sử Tự nhiên Hoàng gia), Rudolf trở nên rất quan tâm đến khoa học tự nhiên, bắt đầu sưu tầm khoáng vật từ khi còn nhỏ. Sau khi ông mất, một phần lớn bộ sưu tập khoáng vật của ông đã được Đại học Nông nghiệp ở Viên sở hữu, hiện được gọi là Đại học Tài nguyên thiên nhiên và Khoa học sự sống, Viên.
Năm 1877, Bá tước Karl Albert von Bombelles là người quản nhiệm quy trình nuôi dạy Rudolf. Bombelles là người giám hộ của Hoàng hậu Charlotte của Mexico, vợ của Hoàng đế Maximilian I của Mexico, chú ruột của Rudolf.
Trái ngược với người cha cực kỳ bảo thủ của mình, Rudolf có quan điểm tự do gần hơn với quan điểm của mẹ mình. Tuy nhiên, mối quan hệ của ông với bà đôi khi cũng căng thẳng.

## Hôn nhân
Tại Viên, vào ngày 10 tháng 5 năm 1881, Thái tử Rudolf kết hôn với Vương nữ Stéphanie, con gái của Vua Leopold II của Bỉ, tại Nhà thờ Augustinia. Mặc dù cuộc hôn nhân của họ ban đầu rất hạnh phúc, nhưng đến khi đứa con duy nhất của họ là Nữ Đại công tước Elisabeth, chào đời vào ngày 2 tháng 9 năm 1883, cặp đôi đã bắt đầu xa cách nhau.
Sau khi sinh con, Rudolf ngày càng trở nên bất ổn vì ông uống rượu rất nhiều và có nhiều mối quan hệ ngoài luồng. Tuy nhiên, hành vi này không hoàn toàn mới vì Rudolf đã có tiền sử quan hệ bừa bãi trước khi kết hôn.
Năm 1886, Rudolf bị bệnh nặng và cặp đôi được chuyển đến đảo Lacroma (ngày nay là Croatia) để điều trị. Trên đường đi, Stéphanie cũng bị bệnh nặng và được mô tả rằng "chịu đựng những cơn đau khủng khiếp". Chẩn đoán viêm phúc mạc của cặp đôi được giữ bí mật theo lệnh của Hoàng đế.
Sau khi điều trị tích cực, Stéphanie đã có thể hồi phục sau cơn bệnh nhưng bà không thể sinh con vì căn bệnh đã phá hủy ống dẫn trứng của bà. Các triệu chứng và kết quả điều trị của Stéphanie cho thấy Rudolf rất có thể đã lây nhiễm bệnh lậu cho bà. Bản thân Rudolf không cải thiện sau khi điều trị và ngày càng ốm yếu. Có khả năng ông đã mắc bệnh giang mai ngoài bệnh lậu. Để đối phó với những tác động của căn bệnh, Rudolf bắt đầu dùng liều lượng lớn morphin.
Đến năm 1889, cả triều đình đều biết rằng Thái tử phi Stéphanie sẽ không có thêm con nữa do những sự kiện năm 1886 và sức khỏe của Rudolf đang xấu đi.

## Tự sát

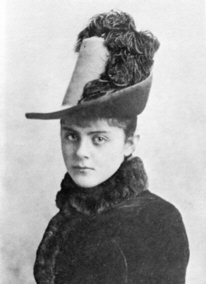
Nữ nam tước Marie Alexandrine von Vetsera, năm 1887

Năm 1886, Thái tử Rudolf mua Mayerling, một nhà nghỉ săn bắn. Cuối năm 1888, Thái tử 30 tuổi gặp Nữ Nam tước Marie von Vetsera 17 tuổi và bắt đầu ngoại tình với cô. Vào ngày 30 tháng 1 năm 1889, ông và nữ Nam tước trẻ tuổi được phát hiện đã chết trong nhà nghỉ do tự tử chung. Vì tự tử sẽ ngăn cản ông được chôn cất tại nhà thờ, Rudolf chính thức được tuyên bố là trong tình trạng "mất cân bằng về mặt tinh thần", và ông được chôn cất tại Hầm mộ Hoàng gia (Kapuzinergruft) của Nhà thờ Capuchin, Viên. Thi thể của Vetsera được lén đưa ra khỏi Mayerling vào giữa đêm và được chôn cất bí mật tại nghĩa trang làng ở Heiligenkreuz. Hoàng đế đã cải tạo Mayerling thành một tu viện sám hối của các nữ tu dòng Carmel và tài trợ cho một nhà nguyện để các nữ tu có thể cầu nguyện hằng ngày cho linh hồn Rudolf được siêu thoát.
Những lá thư riêng của Vetsera được phát hiện trong một két an toàn tại một ngân hàng Áo vào năm 2015, và chúng tiết lộ rằng cô đang chuẩn bị tự tử cùng Rudolf vì tình yêu.

### Những nghi vấn và thuyết âm mưu
Ngay từ đầu tháng 2 năm 1889, nhiều báo cáo khác nhau về Thái tử Rudolf và Nữ nam tước đã xuất hiện trên báo chí ở Đế quốc Đức, nhưng việc phân phối chúng trong lãnh thổ của Đế chế Áo-Hung đã bị kiểm duyệt vào ngày 15 tháng 2, do quyết định của hoàng đế Franz Joseph và triều đình của ông.
Diễn biến chính xác về cái đêm Thái tử qua đời vẫn chưa rõ ràng cho đến ngày nay, vì các nhân chứng (bao gồm cả người hầu của Rudolf là Johann Loschek) đã giữ im lặng suốt cuộc đời của mình hoặc đưa ra những tuyên bố trái ngược nhau. Loschek sau đó kể lại cuộc trò chuyện kéo dài trước vụ án: 
"Tôi nghe thấy Rudolf và Vetsera nói chuyện với giọng rất nghiêm túc suốt đêm. Tôi không thể hiểu rõ nội dung. Khoảng 7 giờ sáng, Rudolf bước ra khỏi phòng với quần áo chỉnh tề và ra lệnh cho tôi rời đi. Tôi chưa kịp ra ngoài sân thì nghe thấy hai tiếng nổ, tôi lập tức chạy vào, mùi thuốc súng nồng nặc, tôi chạy vội vào phòng ngủ, nhưng trái với thói quen... cửa bị khóa".
Nhiều tài liệu liên quan đến vụ việc đã sớm bị tiêu hủy. Tuy nhiên, nội dung của những lá thư từ biệt do hai người để lại trong phòng ngủ sau đó đã được biết đến và của riêng Mary Vetsera đã được phát hiện lại vào năm 2015 trong một cuộc kiểm tra kho lưu trữ tại Schoellerbank, nơi chúng được gửi ẩn danh.
Rudolf đã sử dụng morphine và cocain cũng như nước súc miệng có chứa thuốc phiện và uống rượu rất nhiều trong một thời gian dài. Ông ấy bị thay đổi tâm trạng nghiêm trọng. Cuộc hôn nhân của ông đã tan vỡ và người cha bảo thủ của ông đã giữ ông theo chủ nghĩa tự do - người rất quan tâm đến chính trị - tránh xa mọi công việc nhà nước. Một ngày trước khi qua đời, Rudolf bị kích động bởi một bài phát biểu phản đối của người bạn thân là Bá tước Pista Károlyi tại Nghị viện Hungary, đặc biệt khi báo chí đề cập rằng Rudolf trước đó đã viết cho ông một lá thư mà ông coi là thỏa hiệp. Tuy nhiên, Rudolf đã nuôi dưỡng một kiểu sùng bái cái chết khi Mary Vetsera lần đầu tiên đến thăm ông ở Hofburg; Trong một lá thư gửi cho giáo viên cũ của mình, bà kể lại việc mình phát hiện ra một hộp sọ và một khẩu súng lục đã nạp đạn trên bàn của Thái tử.
Vũ khí tự sát của cặp đôi hiện được sở hữu bởi Otto von Habsburg (1912–2011), người đã không giao nó cho bất cứ ái trong suốt quãng đời còn lại của mình. Vụ tự sát của thái tử đã làm lung lay niềm tin vào chế độ Quân chủ Habsburg. Hoàng hậu Zita, mẹ của Otto và vợ của Hoàng đế cuối cùng Karl I, đã nhấn mạnh với các nhà sử học trong những năm cuối đời rằng Thái tử Rudolf và Mary Vetsera không bị chính thái tử giết chết ở Mayerling mà là "nạn nhân của những kẻ ám sát chính trị", theo tạp chí tin tức Đức Der Spiegel đưa tin trong cáo phó ngắn gọn về cái chết của Zita năm 1989. Theo Zita, Rudolf là "nạn nhân của một vụ ám sát có động cơ chính trị" do một âm mưu nước ngoài thực hiện vì ông không muốn tham gia vào âm mưu lật đổ Hoàng đế Franz Joseph mà thay vào đó muốn vạch trần nó. Theo Zita, chủ mưu là chính khách người Pháp Georges Clemenceau. Brigitte Hamann, bản thân là tác giả cuốn tiểu sử về Rudolf, đã mô tả những tuyên bố này vào năm 2005 như một "chiến thuật che giấu mục tiêu".

## Hậu quả của cái chết
Cái chết của Thái tử Rudolf khiến mẹ của ông là Hoàng hậu Elisabeth, rơi vào tuyệt vọng. Bà mặc đồ đen hoặc xám ngọc trai, màu của tang lễ, trong suốt quãng đời còn lại và dành nhiều thời gian xa cách triều đình ở Viên. Con gái bà là Gisela sợ rằng bà cũng có thể tự tử. Năm 1898, khi Elisabeth đang ở nước ngoài tại Geneva, Thụy Sĩ, bà đã bị một người theo chủ nghĩa vô chính phủ người Ý là Luigi Lucheni, sát hại.
Cái chết của Rudolf khiến Hoàng đế Franz Joseph không có người thừa kế nam trực tiếp. Em trai của Franz Joseph, Đại công tước Karl Ludwig, là người tiếp theo kế vị ngai vàng Đế chế Áo-Hung, mặc dù có thông tin sai lệch rằng ông đã từ bỏ quyền kế vị của mình. Trong mọi trường hợp, cái chết của ông vào năm 1896 vì bệnh thương hàn đã khiến con trai cả của ông là Đại công tước Franz Ferdinand, trở thành người thừa kế mới. Tuy nhiên, Đại công tước Franz Ferdinand đã bị ám sát vào năm 1914 (một sự kiện dẫn đến Chiến tranh thế giới thứ nhất), vì vậy khi Hoàng đế Franz Joseph qua đời vào tháng 11 năm 1916, ông được kế vị bởi cháu trai của mình là Karl I của Áo. Những yêu cầu của Tổng thống Hoa Kỳ, Woodrow Wilson đã buộc Hoàng đế Karl I phải từ bỏ sự tham gia vào các vấn đề nhà nước ở Viên vào đầu tháng 11 năm 1918. Kết quả là, Đế chế Áo-Hung không còn tồn tại và một nền cộng hòa ra đời mà không cần có bất kỳ cuộc cách mạng nào. Karl I và gia đình ông đã lưu vong ở Thụy Sĩ sau khi dành một thời gian ngắn ở Lâu đài Eckartsau.

## Trong văn hóa đại chúng
- Mayerling, một bộ phim năm 1936 do Anatole Litvak đạo diễn, với Charles Boyer và Danielle Darrieux, dựa trên tiểu thuyết của Claude Anet.
- Sarajevo (1940), bộ phim của đạo diễn Max Ophüls bắt đầu bộ phim bằng cái chết của Rudolf.
- Vở nhạc kịch hư cấu Marinka (1945), với sách của George Marion Jr., và Karl Farkas, lời bài hát của George Marion Jr., nhạc của Emmerich Kálmán.
- Mayerling, một bộ phim năm 1957, với sự tham gia của Mel Ferrer trong vai Thái tử Rudolf, Audrey Hepburn trong vai Nam tước Mary Vetsara và Lorne Greene trong vai Kaiser Franz Josef.
- Mayerling, một bộ phim năm 1968, với sự tham gia của Omar Sharif trong vai Thái tử Rudolf, Catherine Deneuve trong vai Mary cùng với James Mason trong vai Kaiser Franz Josef và Ava Gardner trong vai Hoàng hậu Elisabeth.
- "Utakata no Koi"/"Tình yêu phù du" của Takarazuka Revue, Nhật Bản, dựa trên bộ phim năm 1968.
- Cầu hồn cho một thái tử, một tập dài một giờ của loạt phim truyền hình/phim tài liệu Sự sụp đổ của đại bàng (1974) của Anh, do James Furman đạo diễn và David Turner viết kịch bản, theo dõi chi tiết các sự kiện của ngày 30 tháng 1 năm 1889 và vài ngày tiếp theo tại Mayerling.
- Bộ phim Private Vices, Public Pleasures (Tệ nạn riêng tư, Đức hạnh công cộng) năm 1975 của Miklós Jancsó, một bản diễn giải lại trong đó đôi tình nhân và bạn bè của họ bị chính quyền đế quốc sát hại vì tội phản quốc và vô đạo đức.
- Vở ballet Mayerling của Kenneth MacMillan năm 1978.
- Truyện tranh Nhật Bản của Higuri You, "Tenshi no Hitsugi" (Angel's Coffin) (2000).
- The Crown Prince, một bộ phim truyền hình năm 2006 gồm hai phần do Robert Dornhelm đạo diễn.
- Vở nhạc kịch Rudolf – Affaire Mayerling (2006) của nhà soạn nhạc Frank Wildhorn, được sản xuất ở một số vùng lãnh thổ với tên gọi The Last Kiss hoặc Rudolf – The Last Kiss.
- Vở kịch Rudolf (2011) của David Logan kịch tính hóa những tuần cuối đời của Thái tử Rudolf.[32]
- Một phiên bản mang tính hư cấu cao về vụ việc ở Mayerling được mô tả trong bộ phim The Illusionist năm 2006. Thái tử Leopold (do Rufus Sewell thủ vai) là một nhân vật hư cấu tương tự như Rudolf.

## Tước hiệu, phong cách và vinh dự

### Danh hiệu và phong cách
- 21 tháng 8 năm 1858 – 30 tháng 1 năm 1889: His Imperial và Royal Highness Thái tử, Hungary, Bohemia và Croatia.[33]

### Vinh dự
Trong nước
- Huân chương Lông cừu vàng Áo, 1858[35]
- Thập tự lớn của Huân chương Thánh Stephen của Hungary, 1877[36]

Nước ngoài
- Đại công quốc Baden:[37]
  - Hiệp sĩ của Huân chương triều đại Fidelity, 1873
  - Thập tự lớn của Huân chương Sư tử Zähringer, 1873
- Vương quốc Bayern: Hiệp sĩ của Huân chương Thánh Hubert, in Diamonds, 1868[38]
- Vương quốc Bỉ: Grand Cordon của Huân chương Leopold, 1880 – quà cưới[39]
- Đế quốc Brasil: Grand Cross of the Southern Cross
- Vương quốc Đan Mạch: Hiệp sĩ của Huân chương Voi, 24 tháng 11 năm 1873[40]
- Các công quốc Ernestine: Thập tự lớn của Huân chương triều đại Sachsen-Ernestine
- Đệ Nhị Đế chế Pháp: Thập tự lớn của Bắc Đẩu Bội tinh
- Greece: Grand Cross of the Redeemer
- Đại công quốc Hessen: Thập tự lớn của Huân chương Ludwig, Ngày 21 tháng 8 năm 1865[41]
- Ý: Hiệp sĩ Truyền Tin, 6 tháng 5 năm 1881[42]
  -  Gia đình công tước Parma: Grand Cross of the Constantinian Order of St. George[43]
  -  Gia đình Đại công tước Toscana: Thập tự lớn của Huân chương Joseph
- Sovereign Military Order of Malta: Bailiff Grand Cross of Honour and Devotion
- Nhật Bản: Grand Cordon of the Order of the Chrysanthemum, 14 February 1881[44]
- Mecklenburg: Grand Cross of the Wendish Crown, with Crown in Ore
- Bản mẫu:Country data Second Mexican Empire: Grand Cross of the Mexican Eagle, 1865[45]
- Montenegro: Grand Cross of the Order of Prince Danilo I
- Nassau Ducal Family: Knight of the Gold Lion of Nassau
- Netherlands: Grand Cross of the Netherlands Lion
- Ottoman Empire: Order of Osmanieh, 1st Class
- Tunisia: Husainid Family Order, in Diamonds
- Persia: Order of the August Portrait, in Diamonds, 1 August 1873[46]
- Bồ Đào Nha: Grand Cross of the Sash of the Two Orders
- Prussia:
  - Knight of the Black Eagle, 21 August 1864[47]
  - Grand Commander's Cross of the Royal House Order of Hohenzollern
- Nga:
  - Knight of St. Andrew, 1878
  - Knight of St. Alexander Nevsky
  - Knight of the White Eagle
  - Knight of St. Anna, 1st Class
  - Knight of St. Stanislaus, 1st Class
- România: Grand Cross of the Star of Romania
- San Marino: Grand Cross of the Order of San Marino
- Bản mẫu:Country data Principality of Serbia: Grand Cross of the Cross of Takovo
- Saxe-Weimar-Eisenach: Grand Cross of the White Falcon, 1873[48]
- Sachsen: Knight of the Rue Crown, 1876[49]
- Siam:
  - Grand Cross of the White Elephant
  - Grand Cross of the Crown of Siam
- Spain: Grand Cross of the Order of Charles III, 5 June 1875[50]
- Sweden-Norway: Knight of the Seraphim, 15 April 1879[51]
- Liên hiệp Anh:
  - Stranger Knight Companion of the Garter, 20 June 1887[52]
  - Gold Medal Commemorating the Golden Jubilee of Queen Victoria
- Württemberg: Grand Cross of the Württemberg Crown, 1873[53]

## Tổ tiên
| \| \| \| \| \| \| \| \| \| \| \| 8. Franz II của Thánh chế La Mã[54] \| \| \| \| \| \| \| \| \| \| \| \| \| \| \| \| \| \| \| \| \| \| \| \| \| \| \| \| \| \| \| \| \| \| \| \| \| \| \| \| \| \| \| \| \| \| \| \| \| \| \| 4. Franz Karl của Áo[55] \| \| \| \| \| \| \| \| \| \| \| \| \| \| \| \| \| \| \| \| \| \| \| \| \| \| \| \| \| \| \| \| \| \| \| \| \| \| \| \| \| \| \| \| \| \| \| \| \| \| \| \| \| \| \| \| \| \| \| \| 9. Maria Teresa của Napoli và Sicilia[54] \| \| \| \| \| \| \| \| \| \| \| \| \| \| \| \| \| \| \| \| \| \| \| \| \| \| \| \| \| \| \| \| \| \| \| \| \| \| \| \| \| \| \| \| \| \| \| \| \| \| \| \| \| \| \| \| \| \| \| \| 2. Franz Joseph I của Áo \| \| \| \| \| \| \| \| \| \| \| \| \| \| \| \| \| \| \| \| \| \| \| \| \| \| \| \| \| \| \| \| \| \| \| \| \| \| \| \| \| \| \| \| \| \| \| \| \| \| \| \| \| \| \| \| \| \| \| \| 10. Maximilian I Joseph của Bayern[56] \| \| \| \| \| \| \| \| \| \| \| \| \| \| \| \| \| \| \| \| \| \| \| \| \| \| \| \| \| \| \| \| \| \| \| \| \| \| \| \| \| \| \| \| \| \| \| \| \| \| \| \| \| \| \| \| \| \| \| \| 5. Sophie Friederike của Bayern[55] \| \| \| \| \| \| \| \| \| \| \| \| \| \| \| \| \| \| \| \| \| \| \| \| \| \| \| \| \| \| \| \| \| \| \| \| \| \| \| \| \| \| \| \| \| \| \| \| \| \| \| \| \| \| \| \| \| \| \| \| 11. Karoline xứ Baden[56] \| \| \| \| \| \| \| \| \| \| \| \| \| \| \| \| \| \| \| \| \| \| \| \| \| \| \| \| \| \| \| \| \| \| \| \| \| \| \| \| \| \| \| \| \| \| \| \| \| \| \| \| \| \| \| \| \| \| \| \| 1. Rudolf, Thái tử của Áo \| \| \| \| \| \| \| \| \| \| \| \| \| \| \| \| \| \| \| \| \| \| \| \| \| \| \| \| \| \| \| \| \| \| \| \| \| \| \| \| \| \| \| \| \| \| \| \| \| \| \| \| \| \| \| \| \| \| \| \| 12. Pius August xứ Bayern[57] \| \| \| \| \| \| \| \| \| \| \| \| \| \| \| \| \| \| \| \| \| \| \| \| \| \| \| \| \| \| \| \| \| \| \| \| \| \| \| \| \| \| \| \| \| \| \| \| \| \| \| \| \| \| \| \| \| \| \| \| 6. Maximilian Joseph xứ Bayern[58] \| \| \| \| \| \| \| \| \| \| \| \| \| \| \| \| \| \| \| \| \| \| \| \| \| \| \| \| \| \| \| \| \| \| \| \| \| \| \| \| \| \| \| \| \| \| \| \| \| \| \| \| \| \| \| \| \| \| \| \| 13. Amélie Louise xứ Arenberg[57] \| \| \| \| \| \| \| \| \| \| \| \| \| \| \| \| \| \| \| \| \| \| \| \| \| \| \| \| \| \| \| \| \| \| \| \| \| \| \| \| \| \| \| \| \| \| \| \| \| \| \| \| \| \| \| \| \| \| \| \| 3. Nữ công tước Elisabeth xứ Bayern \| \| \| \| \| \| \| \| \| \| \| \| \| \| \| \| \| \| \| \| \| \| \| \| \| \| \| \| \| \| \| \| \| \| \| \| \| \| \| \| \| \| \| \| \| \| \| \| \| \| \| \| \| \| \| \| \| \| \| \| 14. Maximilian I Joseph của Bayern (= 10) \| \| \| \| \| \| \| \| \| \| \| \| \| \| \| \| \| \| \| \| \| \| \| \| \| \| \| \| \| \| \| \| \| \| \| \| \| \| \| \| \| \| \| \| \| \| \| \| \| \| \| \| \| \| \| \| \| \| \| \| 7. Ludovika Wilhelmine của Bayern[58] \| \| \| \| \| \| \| \| \| \| \| \| \| \| \| \| \| \| \| \| \| \| \| \| \| \| \| \| \| \| \| \| \| \| \| \| \| \| \| \| \| \| \| \| \| \| \| \| \| \| \| \| \| \| \| \| \| \| \| \| 15. Karoline xứ Baden (= 11) \| \| \| \| \| \| \| \| \| \| \| \| \| \| \| \| \| \| \| \| \| \| \| \| \| \| \| \| \| \| \| \| \| \| \| \| \| \| \| \| \| \| \| |                                           |  |  |  |  |  |  |  |  |                                 |  |  |  |
| |                                           |  |  |  |  |  |  |  |  | 8. Franz II của Thánh chế La Mã |  |  |  |
| |                                           |  |  |  |  |  |  |  |  |                                 |  |  |  |
| |                                           |  |  |  |  |  |  |  |  |                                 |  |  |  |
| |                                           |  |  |  |  |  |  |  |  |                                 |  |  |  |
| | 4. Franz Karl của Áo                      |  |  |  |  |  |  |  |  |                                 |  |  |  |
| |                                           |  |  |  |  |  |  |  |  |                                 |  |  |  |
| |                                           |  |  |  |  |  |  |  |  |                                 |  |  |  |
| |                                           |  |  |  |  |  |  |  |  |                                 |  |  |  |
| | 9. Maria Teresa của Napoli và Sicilia     |  |  |  |  |  |  |  |  |                                 |  |  |  |
| |                                           |  |  |  |  |  |  |  |  |                                 |  |  |  |
| |                                           |  |  |  |  |  |  |  |  |                                 |  |  |  |
| |                                           |  |  |  |  |  |  |  |  |                                 |  |  |  |
| | 2. Franz Joseph I của Áo                  |  |  |  |  |  |  |  |  |                                 |  |  |  |
| |                                           |  |  |  |  |  |  |  |  |                                 |  |  |  |
| |                                           |  |  |  |  |  |  |  |  |                                 |  |  |  |
| |                                           |  |  |  |  |  |  |  |  |                                 |  |  |  |
| | 10. Maximilian I Joseph của Bayern        |  |  |  |  |  |  |  |  |                                 |  |  |  |
| |                                           |  |  |  |  |  |  |  |  |                                 |  |  |  |
| |                                           |  |  |  |  |  |  |  |  |                                 |  |  |  |
| |                                           |  |  |  |  |  |  |  |  |                                 |  |  |  |
| | 5. Sophie Friederike của Bayern           |  |  |  |  |  |  |  |  |                                 |  |  |  |
| |                                           |  |  |  |  |  |  |  |  |                                 |  |  |  |
| |                                           |  |  |  |  |  |  |  |  |                                 |  |  |  |
| |                                           |  |  |  |  |  |  |  |  |                                 |  |  |  |
| | 11. Karoline xứ Baden                     |  |  |  |  |  |  |  |  |                                 |  |  |  |
| |                                           |  |  |  |  |  |  |  |  |                                 |  |  |  |
| |                                           |  |  |  |  |  |  |  |  |                                 |  |  |  |
| |                                           |  |  |  |  |  |  |  |  |                                 |  |  |  |
| | 1. Rudolf, Thái tử của Áo                 |  |  |  |  |  |  |  |  |                                 |  |  |  |
| |                                           |  |  |  |  |  |  |  |  |                                 |  |  |  |
| |                                           |  |  |  |  |  |  |  |  |                                 |  |  |  |
| |                                           |  |  |  |  |  |  |  |  |                                 |  |  |  |
| | 12. Pius August xứ Bayern                 |  |  |  |  |  |  |  |  |                                 |  |  |  |
| |                                           |  |  |  |  |  |  |  |  |                                 |  |  |  |
| |                                           |  |  |  |  |  |  |  |  |                                 |  |  |  |
| |                                           |  |  |  |  |  |  |  |  |                                 |  |  |  |
| | 6. Maximilian Joseph xứ Bayern            |  |  |  |  |  |  |  |  |                                 |  |  |  |
| |                                           |  |  |  |  |  |  |  |  |                                 |  |  |  |
| |                                           |  |  |  |  |  |  |  |  |                                 |  |  |  |
| |                                           |  |  |  |  |  |  |  |  |                                 |  |  |  |
| | 13. Amélie Louise xứ Arenberg             |  |  |  |  |  |  |  |  |                                 |  |  |  |
| |                                           |  |  |  |  |  |  |  |  |                                 |  |  |  |
| |                                           |  |  |  |  |  |  |  |  |                                 |  |  |  |
| |                                           |  |  |  |  |  |  |  |  |                                 |  |  |  |
| | 3. Nữ công tước Elisabeth xứ Bayern       |  |  |  |  |  |  |  |  |                                 |  |  |  |
| |                                           |  |  |  |  |  |  |  |  |                                 |  |  |  |
| |                                           |  |  |  |  |  |  |  |  |                                 |  |  |  |
| |                                           |  |  |  |  |  |  |  |  |                                 |  |  |  |
| | 14. Maximilian I Joseph của Bayern (= 10) |  |  |  |  |  |  |  |  |                                 |  |  |  |
| |                                           |  |  |  |  |  |  |  |  |                                 |  |  |  |
| |                                           |  |  |  |  |  |  |  |  |                                 |  |  |  |
| |                                           |  |  |  |  |  |  |  |  |                                 |  |  |  |
| | 7. Ludovika Wilhelmine của Bayern         |  |  |  |  |  |  |  |  |                                 |  |  |  |
| |                                           |  |  |  |  |  |  |  |  |                                 |  |  |  |
| |                                           |  |  |  |  |  |  |  |  |                                 |  |  |  |
| |                                           |  |  |  |  |  |  |  |  |                                 |  |  |  |
| | 15. Karoline xứ Baden (= 11)              |  |  |  |  |  |  |  |  |                                 |  |  |  |
| |                                           |  |  |  |  |  |  |  |  |                                 |  |  |  |
| |                                           |  |  |  |  |  |  |  |  |                                 |  |  |  |

## Hình ảnh

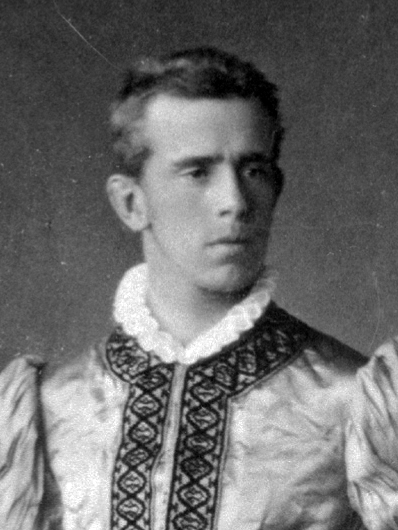
Thái tử Rudolf ở tuổi trưởng thành, khoảng năm 1879.
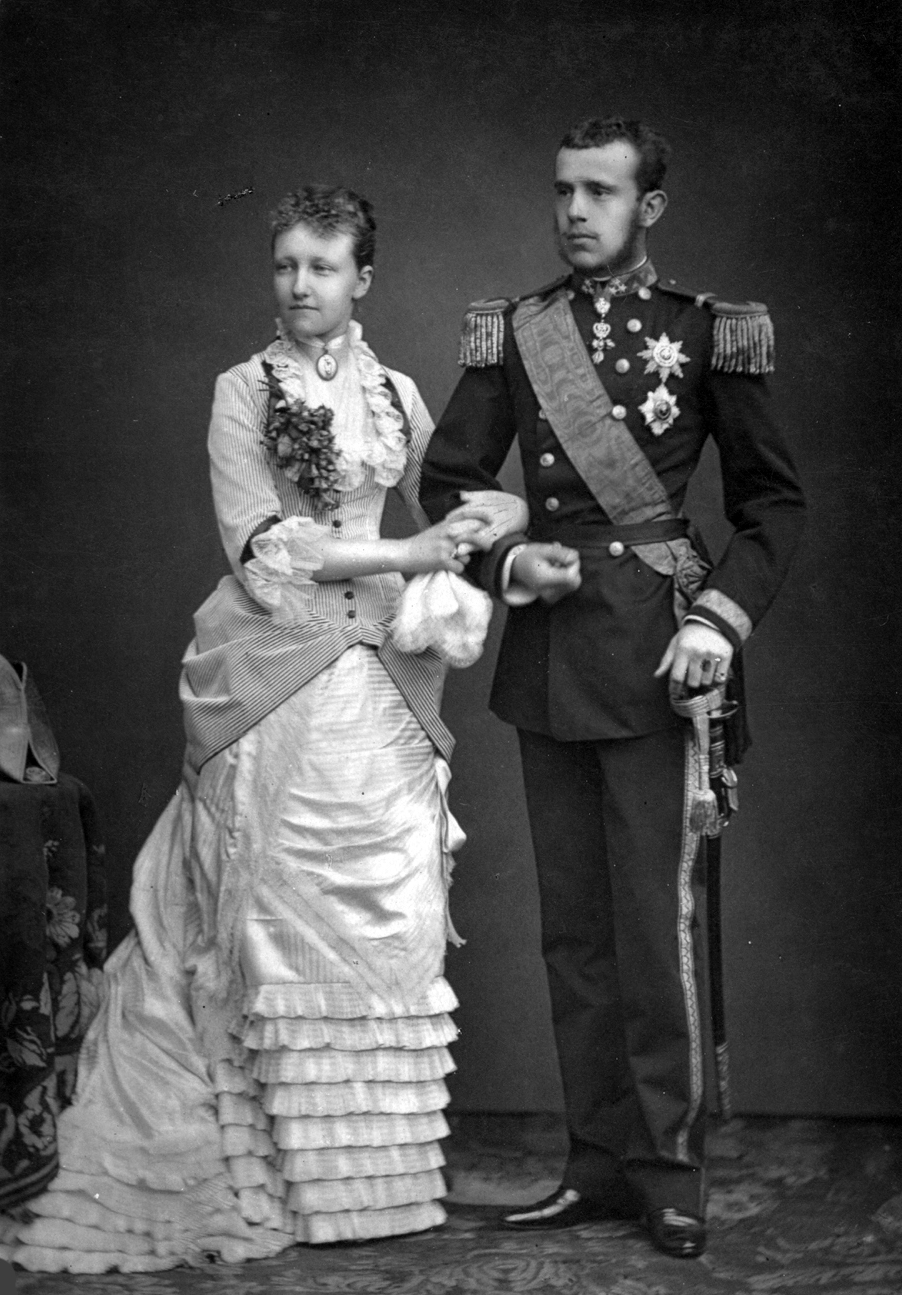
Ảnh đính hôn chính thức của Thái tử Rudolf và Vương nữ Stéphanie của Bỉ, năm 1881.
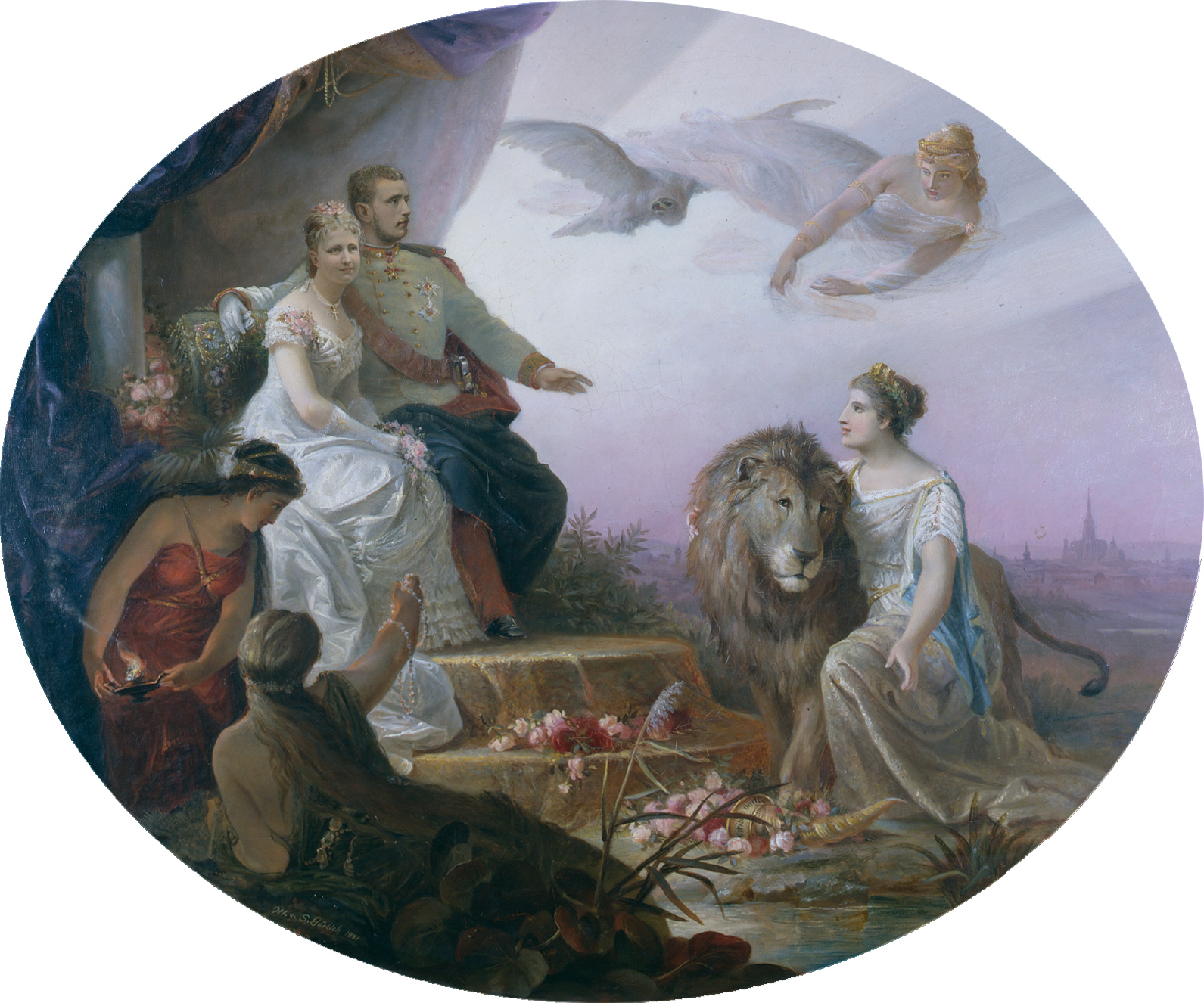
Bức tranh "Câu chuyện ngụ ngôn về lễ đính hôn của Thái tử Rudolf và Stephanie của Bỉ" của Sophia và Marie Görlich, có niên đại năm 1881.
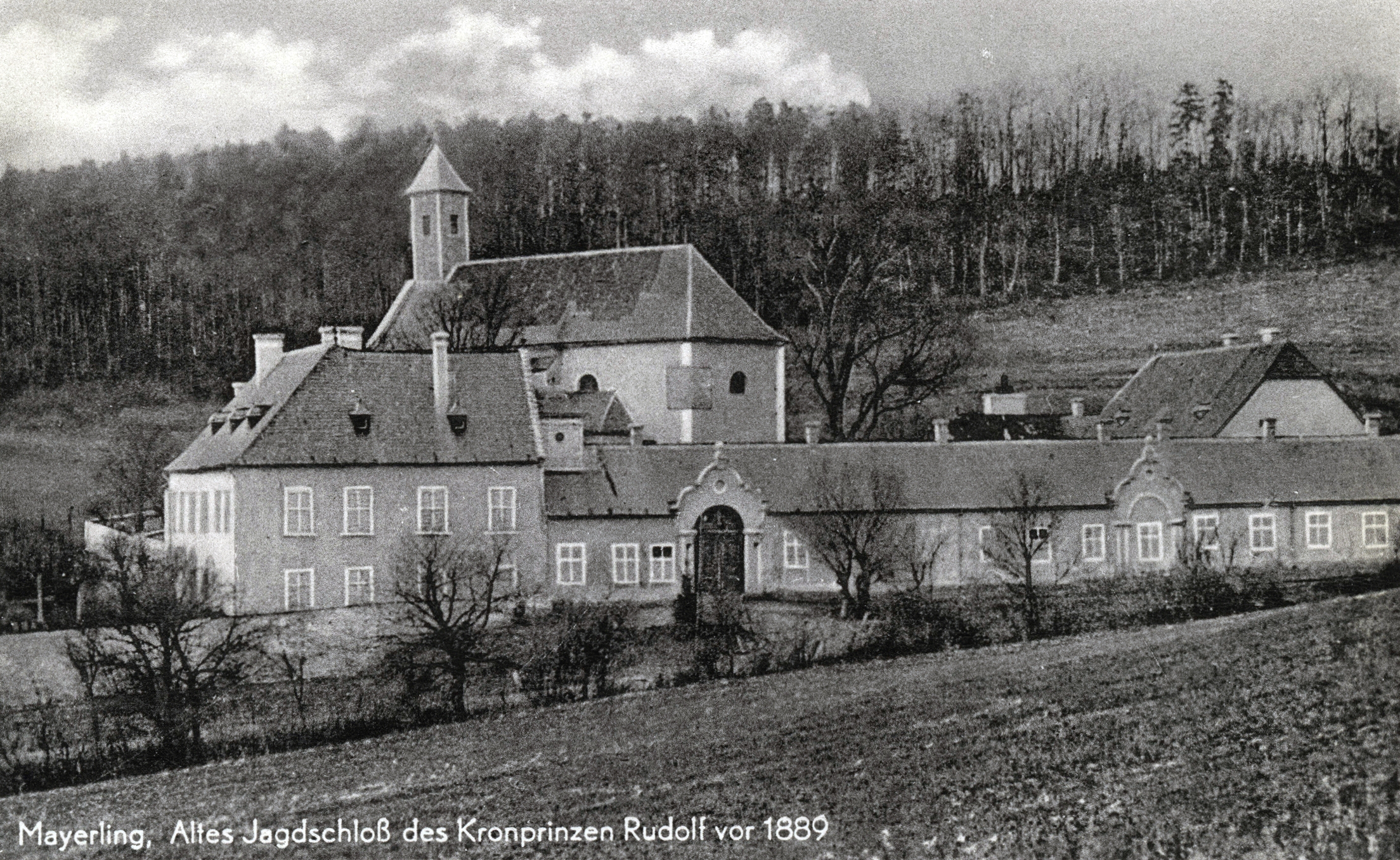
Mayerling Lodge trước khi Thái tử Rudolf qua đời vào năm 1889.
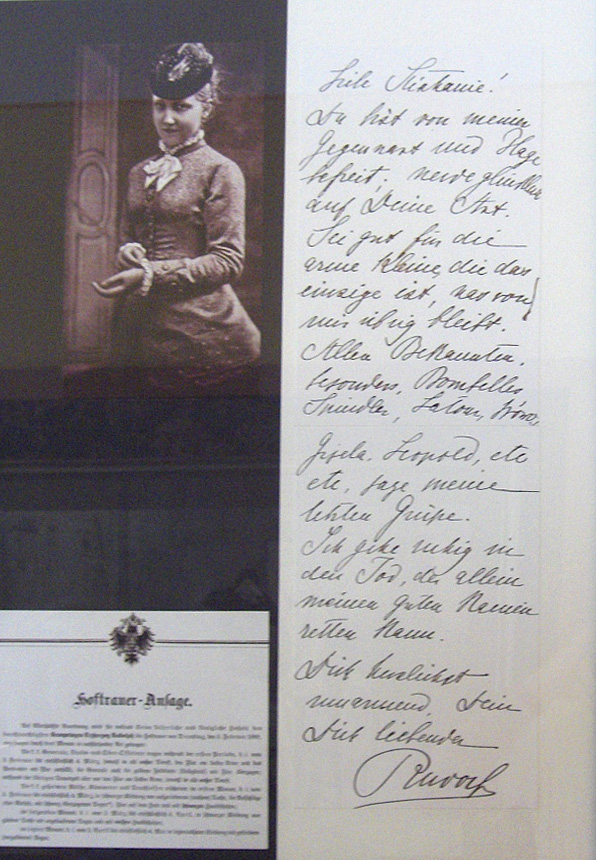
Bức thư từ biệt của Thái tử Rudolf gửi cho vợ mình.
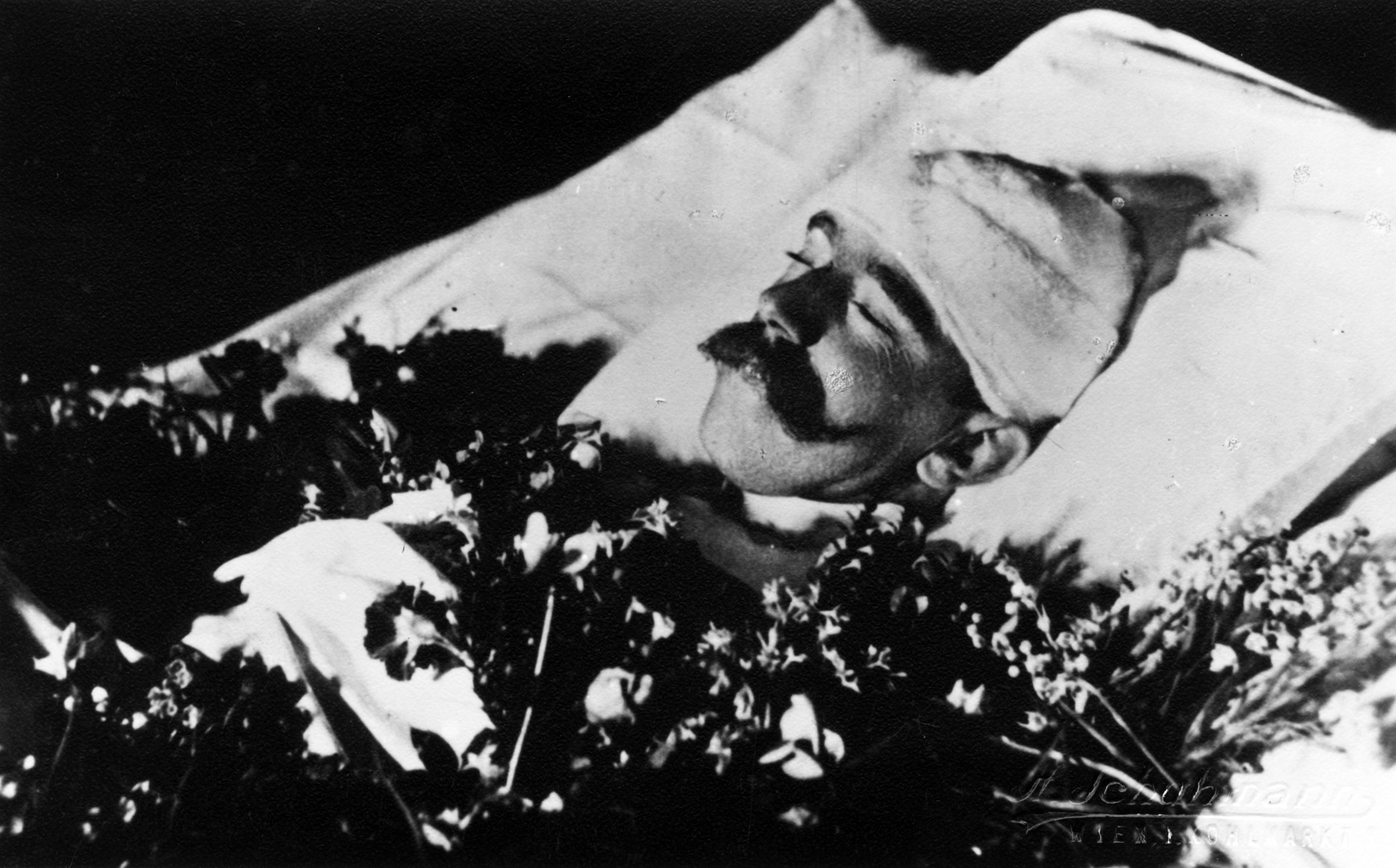
Thái tử Rudolf được đặt trên giường để gia đình đến thăm riêng tại cung điện Hofburg ở Viên. Đầu của ông phải được băng lại để che vết thương do súng bắn. Khi ông được đưa về nhà quàn, hộp sọ của ông được tái tạo bằng sáp để che đi các vết thương.
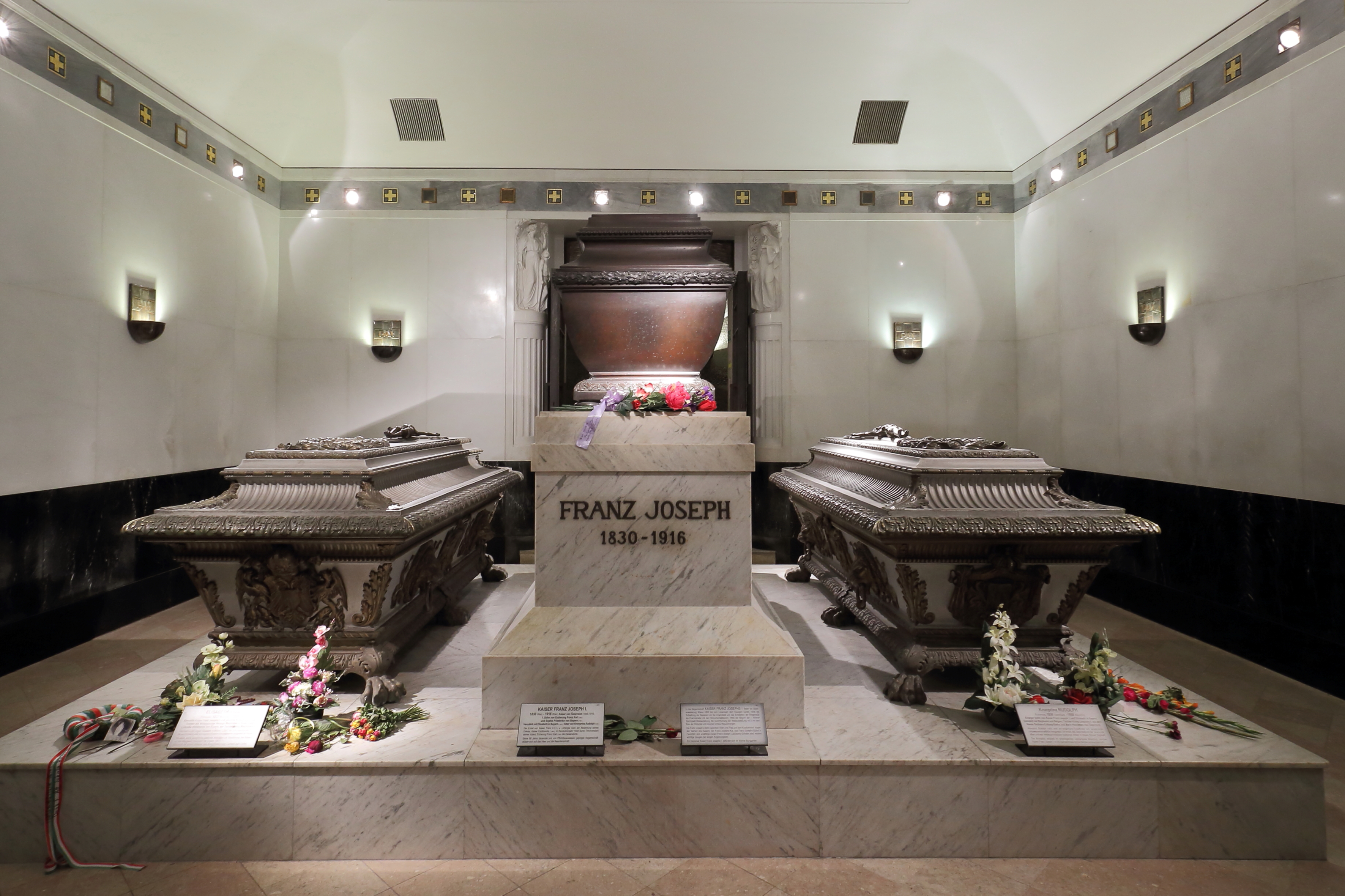
Quan tài của Thái tử Rudolf nằm bên phải quan tài của cha mẹ ông tại Hầm mộ Hoàng gia ở Viên.
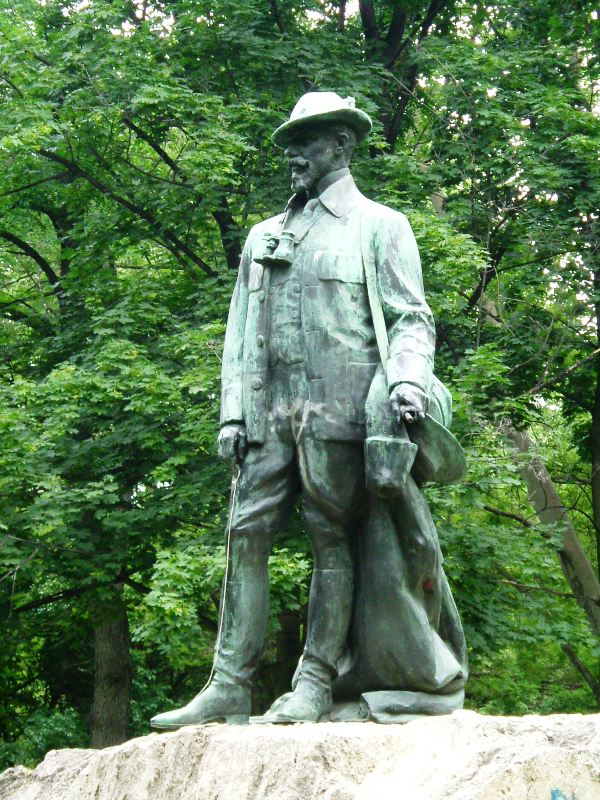
Tượng tưởng nhớ Thái tử Rudolf tại Công viên thành phố của Budapest.